# Pamela Jintana Racine

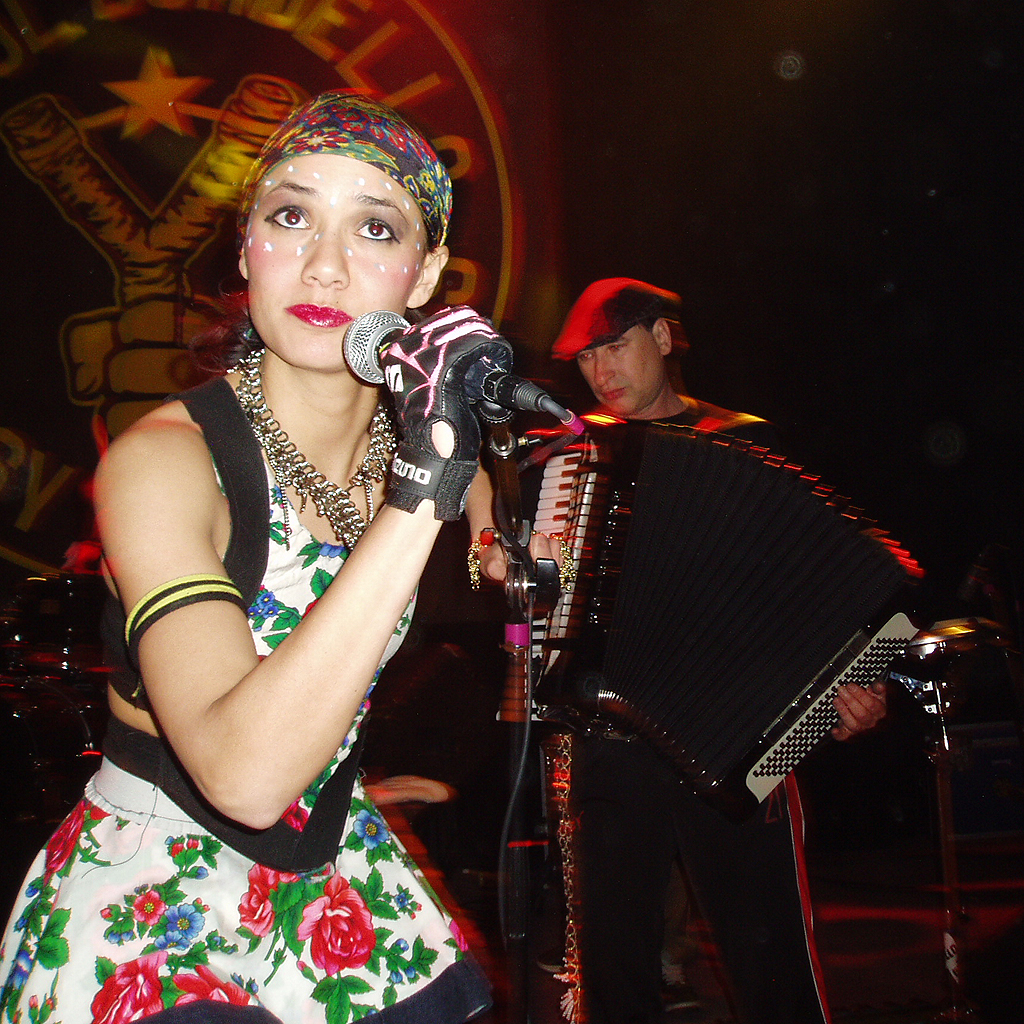
Pamela Jintana Racine

Pamela Jintana Racine (nascida em 21 de Dezembro de 1977) é uma percussionista estadunidense e dançarina da banda Gogol Bordello. Filha de pai euro-americano do estado de Vermont, e de mãe asiática, nascida em Korat, Tailândia.